# 東涌東主題公園
東涌東主題公園是香港一個已擱置興建的主題公園，擬議選址為大嶼山東涌東填海區。項目由香港政府於2004年經大嶼山發展概念計劃提出，於2013年東涌新市鎮擴展研究第二階段公眾參與正式被擱置。

## 歷史

### 大嶼山發展概念計劃

#### 2004年
- 2月 — 香港政府根據2004年香港行政長官施政報告成立大嶼山發展專責小組，專責小組在財政司司長領導下就大嶼山的經濟和基建發展作出高層次的政策督導
- 11月 — 大嶼山發展專責小組公佈《大嶼山發展概念計劃》，指長遠來說東涌東海旁區適合發展成為主題公園或作大規模康樂用途。計劃指東涌東鄰近機場及港珠澳大橋 ，現有完善的道路網絡加上日後可能會興建地鐵站令該區有潛力發展成為本地居民和遊客的主要旅遊點之一。計劃表示這是一項長遠發展建議，有關建議須配合東涌新市鎮的未來發展 。時任財政司司長唐英年接受傳媒訪問時指建議興建東涌東主題公園的原因是估計香港迪士尼樂園度假區開幕後所有中國旅客都想去一次 — 當時估計度假區開幕首年只可容納500至600萬人。以當時1100萬中國旅客來計算便有約400萬人被拒諸門外，政府因此希望在香港迪士尼樂園度假區鄰近地方能有更多景點或節目吸引中國旅客於非假日期間來港旅遊。政府亦認為香港迪士尼樂園度假區與全新發展後的香港海洋公園的目標客群之間有斷層 — 10多至30多歲愛刺激的年青一族，因此政府表明新主題樂園必定不可與香港迪士尼樂園度假區直接競爭。時任財政司司長唐英年點名指六旗主題樂園、環球影城及華納影城都可是第三個主題公園的潛在對象[3]

### 經修訂的大嶼山發展概念計劃

#### 2007年
- 5月 — 大嶼山發展專責小組公佈《經修訂的大嶼山發展概念計劃》，指東涌東主題公園/大型康樂用途等以北大嶼山作為主要的經濟基礎建設及旅遊/康樂設施發展重心的建議在公眾諮詢期間獲一致共識。政府指就長遠規劃而言認為值得保留東涌東作主題公園/大型康樂用途發展，後者可包括娛樂中心、遊艇會、水上活動中心、大型國際表演場地/會議中心/酒店等。土木工程拓展署會委聘顧問進行東涌餘下發展的可行性研究，該研究會概括地評估有關建議的性質和技術可行性及是否與毗鄰發展協調[4]

### 東涌新市鎮擴展研究第二階段公眾參與

#### 2013年
- 5月 — 香港政府展開東涌新市鎮擴展研究第二階段公眾參與，提及第一階段公眾參與活動主要公眾意見認為相對主題公園如能為區內居民增加就業機會和商業機會更為可取[2]。最終東涌東主題公園建議在第二階段公眾參與中被剔除，政府解釋指考慮整體規劃後認為東涌目前以增加房屋供應為目標並會於日後在其他區物色地皮發展主題公園[5]